# Organización territorial de la Confederación Perú-Boliviana

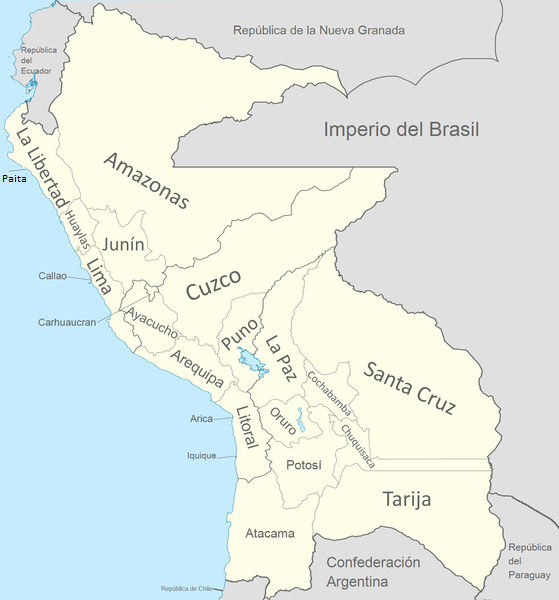
División territorial desde el primer hasta el segundo nivel administrativo en la Confederación Perú-Boliviana.

La organización territorial de la Confederación Perú-Boliviana fue acordada en la Ley Fundamental de 1837, con la debida aprobación del Supremo protector Andrés de Santa Cruz, como una confederación de sistema republicano, con Estados autónomos en primer nivel administrativo, departamentos en segundo nivel administrativo y provincias en tercer nivel administrativo.
Específicamente los Estados fueron tres: el Estado Nor-Peruano, el Estado Sud-Peruano y el Estado Boliviano. El número de departamentos a nivel nacional fue de 17, siendo cinco para Nor-Perú, cinco para Sud-Perú y siete para Bolivia. El Gobierno General de la Confederación incluía en sus mapas los territorios disputados con los países vecinos y el conflicto limítrofe que existía entre los entonces desaparecidos gobiernos de Perú y Bolivia pasaron a formar parte de una disputa interna entre los estados autónomos de Sud-Perú y Bolivia.

## Antecedentes
En la perspectiva histórica los territorios de las entonces repúblicas de Perú y Bolivia ya habían estado bajo un mismo dominio desde el período precolombino hasta la colonización hispana.

## Contexto histórico

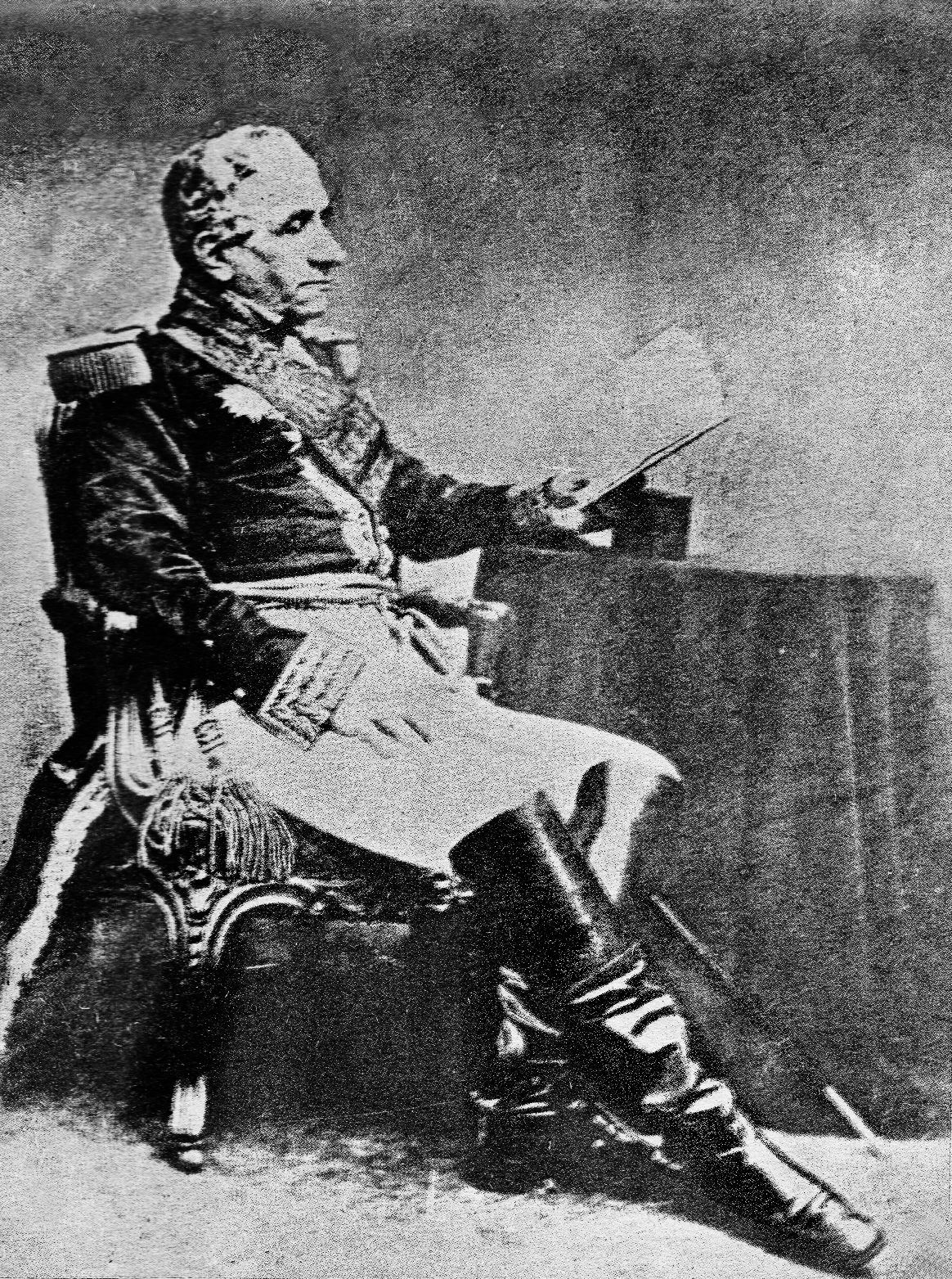
Andrés de Santa Cruz, el fundador de la Confederación Perú-Boliviana.

Para 1835 Bolivia liderado por Andrés de Santa Cruz, intervinó militarmente en la guerra civil peruana entre los militares Luis José de Orbegoso y Felipe Santiago Salaverry por el control presidencial. El ejército boliviano tomó el control del sur peruano a favor de Orbegoso e incluyó las fuerzas del militar peruano a su ejército dando origen al ejército unido peruano-boliviano (antecesor del ejército confederado), en la práctica la guerra pasó a ser una invasión militar a gran escala. El papel de Luis José de Orbegoso se rebajó a segundo nivel y la guerra enfrentó a Santa Cruz y Salaverry, el militar boliviano se ganó la simpatía de varios políticos en todo el territorio de la República Peruana para evitar que la participación boliviana se vea como una conquista.
Santa Cruz patrocinó las asambleas de Sicuani y Huaura para la creación de los nuevos Estados confederados. El 7 de febrero de 1837 los últimos reductos del ejército peruano son aniquiladas en la batalla de Socabaya y se da la posterior ejecución de Felipe Santiago Salaverry, con lo que Santa Cruz proclama la Confederación Perú-Boliviana.

## Política y jurisprudencia
En las asambleas se crearon las constituciones de cada Estado, además del Congreso de Tapacarí en Bolivia, en lo que se explica el poder autonómico en los tres Estados:

Art. 1º La República de Bolivia y la de Nor y Sud del Perú se confederan entre sí. Esta confederación se denominará Confederación Perú-Boliviana
 Art. 4º  Las tres repúblicas confederadas son iguales en derechos.

## Organización territorial

### 1836
En 1836 se creó (o para ser más exactos, se recreó) el departamento de Huaylas, desgajado del de Junín.
Durante la Asamblea de Sicuani, se discutió el proyecto planteado por el diputado Vargas, de la creación con las provincias de Moquegua, Tacna y Tarapacá de un nuevo departamento denominado Departamento de Santa Cruz, proyecto que no prosperó.
| Nombre del Estado autónomo | Tipos de división | Tipos de división                                           | Tipos de división |
| Nombre del Estado autónomo | Ciudad Capital    | Departamentos                                               | Mapa              |
| -------------------------- | ----------------- | ----------------------------------------------------------- | ----------------- |
| Estado Nor-Peruano         | Lima              | Amazonas Huaylas Junín La Libertad Lima                     |                   |
| Estado Sud-Peruano         | Tacna             | Arequipa Ayacucho Cuzco Puno                                |                   |
| Estado Boliviano           | La Paz            | Cochabamba Chuquisaca La Paz Oruro Potosí Santa Cruz Tarija |                   |

### 1837
El 25 de abril de 1837, Andrés de Santa Cruz, firmó en la ciudad de Tacna el Decreto de Creación del Departamento del Litoral, conformado por las provincias de Arica y Tarapacá, entonces pertenecientes al Departamento de Arequipa. Mediante el mismo decreto se designó como capital del departamento a la Ciudad de Tacna.
| Nombre del Estado autónomo | Tipos de división | Tipos de división                                           | Tipos de división |
| Nombre del Estado autónomo | Ciudad Capital    | Departamentos                                               | Mapa              |
| -------------------------- | ----------------- | ----------------------------------------------------------- | ----------------- |
| Estado Nor-Peruano         | Lima              | Amazonas Huaylas Junín La Libertad Lima                     |                   |
| Estado Sud-Peruano         | Tacna             | Arequipa Ayacucho Cuzco Litoral Puno                        |                   |
| Estado Boliviano           | La Paz            | Cochabamba Chuquisaca La Paz Oruro Potosí Santa Cruz Tarija |                   |

### 1838
El 30 de julio de 1838, Domingo Nieto, Luis Orbegoso y Juan de Vidal La Hoz  proclamaron la independencia del Estado Nor-Peruano como la República Peruana (aunque solo tenían control sobre ciertas áreas de Lima, Huaylas y Callao), tras un nuevo entendimiento, el 20 de octubre de 1838, Orbegoso anuncio un nuevo entendimiento con Andrés de Santa Cruz, manteniéndose el este Estado rebelde como una República autónoma, gobernando desde la Fortaleza del Real Felipe, con un gobierno paralelo al del Estado Nor-Peruano presidido por José de la Riva-Agüero, quien gobernaba desde la Casa de Pizarro.
Tras el combate de Portada de Guías, el triunvirato Nieto-Orbegoso-Vidal es derrotado por el Ejército Restaurador perdiendo el control del territorio, meses después los confederados lanzaron una campaña de reconquista en el norte provocando la huida de los restauradores y reanexándose el territorio del norte peruano. 
| Nombre del Estado autónomo  | Tipos de división | Tipos de división                                           | Tipos de división |
| Nombre del Estado autónomo  | Ciudad Capital    | Departamentos                                               | Mapa              |
| --------------------------- | ----------------- | ----------------------------------------------------------- | ----------------- |
| República Peruana del Norte | Callao            | Lima Huaylas Callao                                         |                   |
| Estado Nor-Peruano          | Lima              | Amazonas Huaylas Junín La Libertad Lima                     |                   |
| Estado Sud-Peruano          | Tacna             | Arequipa Ayacucho Cuzco Litoral Puno                        |                   |
| Estado Boliviano            | La Paz            | Cochabamba Chuquisaca La Paz Oruro Potosí Santa Cruz Tarija |                   |